# المرض الذي یجب الإبلاغ عنه
هو أي مرض مطلوب بموجب القانون أن يبلغ عنه للسلطات الحكومية. مسموح للسلطات بتجميع المعلومات ومراقبة المرض، ويجب على هذه السلطات أن توفر إنذارًا قبل تفشي الوباء. في حال حدوث أمراض الماشية، من المحتمل أن يكون هناك طلب رسمي من السلطات المعنية لقتل الماشية المصابة بالوباء إن وجدت. سنت العديد من الحكومات قوانين للإبلاغ عن أمراض كل من الإنسان والحيوان (الماشية عامةً).

## عالميًا

### الإنسان
تتطلب القوانين الصحية الدولية لمنظمة الصحة العالمية لعام 1969، إبلاغ المنظمة عن المرض لغرض مساعدتها في المراقبة العالمية ودورها الاستشاري. تُعد قوانين المنظمة الحالية لعام 1969 نوعًا ما محددة وتركز على إبلاغ المنظمة عن ثلاثة أمراض رئيسية هي: الكوليرا، والحمى الصفراء، والطاعون. كان مرض الجدري وباء معديًا مستوطنًا طول فترة القرن الثامن عشر حتى القرن العشرين، كان الوباء مستوطنًا في المدن حتى ظهور اللقاح الشامل للبشرية. وبعد ذلك أعلنت وأخيرًا منظمة الصحة العالمية استئصال الجدري. حيث ثبت أن هذا أول مرض بشري يتم استئصاله والتخلص منه بنجاح.
وسعت القوانين الصحية الدولية المنقحة لعام 2005 هذا النطاق ولم تعد تقتصر على الإبلاغ عن أمراض معينة. في حين أنه يحدد عددًا من الأمراض المحددة، فإنه يحدد أيضًا مجموعة محدودة من المعايير للمساعدة في تقرير ما إذا كان الحدث يمكن تبليغ منظمة الصحة العالمية به.
أعلنت منظمة الصحة العالمية أن (الإبلاغ يستند الآن إلى تحديد داخل إقليم الدولة لأن الحدث ربما يشكل حالة طوارئ صحية عامة تثير قلقًا دولياً). لا يتعلق هذا التعريف بالمرض بل للإبلاغ عن أحداث توسع مجال القوانين الصحية العالمية (2005) لتشمل أي مخاطر جديدة أو متطورة على الصحة العامة الدولية، مع مراعاة السياق الذي وقع فيه الحدث. يمكن أن تمتد مثل هذه الأحداث التي يتم الإبلاغ عنها إلى ما وراء الأمراض المعدية ويمكن أن تنشأ عن أي أصل أو مصدر. يهدف هذا الطلب الواسع للإبلاغ إلى الكشف المبكر عن جميع أحداث الصحة العامة قبل حدوثها والتي يمكن أن تكون لها عواقب وخيمة ودولية، ومنعها أو احتوائها من مصدرها من خلال استجابة تتكيف مع الكارثة قبل أن تنتشر عبر الحدود.

#### الحيوان
ترصد منظمة أو آي إي (المنظمة العالمية لصحة الحيوان) أمراضًا حيوانية معينة على نطاق عالمي.

## أستراليا

### الإنسان
أُنْشِئَ النظام الوطني لمراقبة الأمراض الواجب الإبلاغ عنها (إن إن دي إس إس) في عام 1990. تُقَدَم الإخطارات إلى سلطة الصحة بالولايات أو الإقليم جاهزة بواسطة الحاسوب، بعد ذلك تُقَدَم السجلات غير المحددة للهوية إلى وزارة الصحة والشيخوخة لتجميعها وتحليلها ونشرها. قائمة الأمراض الوطنية الأسترالية التي يجب الإبلاغ عنها وتعريفات الحالة متاحة على الإنترنت.

#### الحيوان
في أستراليا، تقوم وزارة الزراعة، ومصائد الأسماك، والغابات بالإبلاغ عن الأمراض الحيوانية المعدية.

## البرازيل

### الإنسان
يُنَظَم الإخطار تحت ظل وزارة الصحة البرازيلية رقم 1.271 المؤرخ السادس من يونيو 2014.

## كندا
تُبِعَت الأمراض المثيرة للقلق لمسؤولي الصحة العامة في كندا منذ عام 1924.
شُكِلَت لجنة فرعية تابعة للّجنة الاستشارية الوطنية لعلم الأوبئة في عام 1987. في ذلك الوقت، جرت دراسة إقصائية على أربعة وثلاثين مرضاً على أن تزال من قائمة الأمراض المعدية، بينما هناك ثلاثة عشر مرضاً توصي بها اللّجنة بأن تضاف إلى القائمة. اعتباراً من واحد كانون الآخر 2000، أعلنت اللجنة أن الثلاثة والأربعين مرضاً كلها يجب الإبلاغ عنها. أخيراً في عام 2006، أعلن التقرير النهائي والتوصيات الصادرة عن مجموعة العمل الوطنية المعنية بالأمراض الواجب الإبلاغ عنها أنه يجب إضافة البعض من هذه الأمراض إلى قائمة الأمراض المعدية وإزالة البعض الآخر الذي لا يعد من الأمراض المعدية.